# Quarrata
Quarrata is een gemeente in de Italiaanse provincie Pistoia (regio Toscane) en telt 23.884 inwoners (31-12-2004). De oppervlakte bedraagt 46,0 km², de bevolkingsdichtheid is 519 inwoners per km².
De volgende frazioni maken deel uit van de gemeente: Barba, Buriano, Caserana, Casini, Catena, Ferruccia, Forrottoli, Lucciano, Montemagno, Montorio, Olmi, Santonuovo, Tizzana, Valenzatico, Vignole.

## Demografie
Quarrata telt ongeveer 8599 huishoudens. Het aantal inwoners steeg in de periode 1991-2001 met 7,9% volgens cijfers uit de tienjaarlijkse volkstellingen van ISTAT.
| Jaar | Inwoneraantal |
| ---- | ------------- |
| 1991 | 21.020        |
| 2001 | 22.683        |

## Geografie
De gemeente ligt op ongeveer 48 m boven zeeniveau.
Quarrata grenst aan de volgende gemeenten: Agliana, Carmignano (PO), Lamporecchio, Pistoia, Prato (PO), Serravalle Pistoiese, Vinci (FI).